# Charcas
Charcas là một đô thị thuộc bang San Luis Potosí, México. Năm 2005, dân số của đô thị này là 20173 người.